# Скевра
Скевра (арм. Սկևռա) или Скевраванк — средневековый армянский монастырь, расположенный в юго-восточной области Малой Азии, в историческом регионе Киликия (ныне ил Мерсин, Турция) близ крепости Ламброн.

## История
Монастырь Скевра основан предположительно в XII веке. Князем Ламброна Ошином II был пожалован своему сыну Нерсесу Ламбронаци, который, будучи архиепископом Тарса и прилегающих областей, иногда проживал в нём. Став со второй половины XII века одним из центров киликийской школы миниатюры, являлся одним из очагов культурной жизни армянской Киликии. В конце XII века в монастыре завершилось окончательное оформление стиля киликийской миниатюрной живописи. Известны имена трёх миниатюристов из Скевры — это Вардан, Костандин и Григор Мличеци. Среди работ последнего, созданных в монастыре, числится Львовское евангелие, считавшееся до недавнего времени потерянным. Самый ранний из дошедших до наших дней манускриптов Скевры датируется 1173 годом.
22 июня 2000 года подлинный средник реликвария из монастыря Скевра со святыми мощами, помещенный в дубовый ковчег, был торжественно передан Эрмитажем Армянской Апостольской церкви Святой Екатерины в Санкт-Петербурге.